# Джафна (государство)
Джафна (там. யாழ்ப்பாண அரசு) — государство, существовавшее на севере острова Шри-Ланка с 1215 по 1619 годы. Столица — город Наллур, в настоящее время его территория входит в город Джафна. Территория государства в период расцвета примерно соответствовала Северной провинции.

## Образование независимого государства на севере Шри-Ланки
Начиная с XI века остров Шри-Ланка находился под властью сингальского государства Полоннарува, которое вело активную наступательную политику в Южной Индии. Однако с конца XII века на острове возобладали центробежные силы, и за 19 лет (с 1196 по 1215 годы) на сингальском престоле сменилось 12 правителей. Междоусобицы ослабили остров экономически и политически, и в 1212 году он был завоёван неким Паракрама Пандьёй.
В 1215 году на севере страны высадилось войско Магхи из индийского государства Калинга, которое разграбило северные и северо-восточные районы острова — центры древней сингальской цивилизации. Во второй четверти XIII века большинство феодальных правителей территорий в юго-западной части острова, не вошедших в состав созданного Магхой государства, объединились вокруг сингальской царской династии Дамбадении, и под предводительством сначала Виджаябаху III, а затем — Паракрамабаху II сумели отвоевать Полоннаруву и оттеснить тамилов на полуостров Джафна.
В 1247 году на Шри-Ланке высадились войска Чандрабхану — правителя малаккского государства Тамбралинги. Чандрабхану подчинил северные районы острова, где была сосредоточена основная часть тамильского населения, и двинулся вглубь страны. Вскоре его войско было разбито, но сам он бежал в Джафну и в 1255 году сделался её правителем. Ситуацией воспользовалась южноиндийская династия Пандья, которая завоевала Джафну и в 1258 году сделала Чандрабхану своим вассалом. Когда в 1262 году Чандрабхана вновь двинулся войной на сингальское государство, Пандья убили непослушного вассала, и сделали королём министра Ариячакраварти.

## Династия Ариячакраварти
Когда в 1311 году империя Пандья пала под ударами мусульман из Делийского султаната, королевство Джафна, управляемое королями из династии Ариячакраварти, провозгласило свою независимость и стало проводить экспансионистскую политику, заняв в итоге доминирующее положение на Шри-Ланке. Арабский путешественник Ибн Баттута, посетивший остров в 1344 году, отмечал наличие у Джафны сильного флота, совершавшего частые рейды в сторону сингальских территорий вплоть до Панадуры на южном побережье. Известен случай, когда за неподчинение царя Виджаябаху III, казнившего прибывших из Джафны сборщиков дани, в сингальское государство были посланы две карательные экспедиции — морская и сухопутная.
Во второй половине XIV века в южной Индии возникла Виджаянагарская империя, которая вскоре стала региональным гегемоном. Королевство Джафна было вынуждено признать сюзеренитет империи Виджаянагар и её права на ежегодный сбор дани.
Правивший в южной части острова в течение 55 лет Паракрамабаху VI сумел возродить единое сингальское государство. Он ликвидировал угрозу нападения со стороны империи Виджаянагар, подчинил себе ванияров, правивших на пограничных между Джафной и Котте территориях, и двинул сингальские войска на Джафну. Первый военный поход окончился неудачей, но второй принёс победу его армии. Правитель Джафны бежал в южную Индию, и в 1450 году Джафна была включена в состав сингальского государства; её наместником был назначен приёмный сын Паракрамабаху VI — Самупал Кумарая.

## От Котте до португальцев
После смерти правителя Котте Паракрамабаху VI ему наследовал его внук, который вскоре был убит Самупалом Кумараей, захватившим власть и взявшим тронное имя Бхуванаикабаху VI. Борьба за власть в центре привела к ослаблению контроля над периферийными территориями, и в 1467 году Джафна вновь обрела независимость. В последней четверти XV века от Котте отделилось ещё одно государство — Канди — располагавшееся в центральной части Шри-Ланки.
В 1505 году остров Шри-Ланка впервые посетили португальцы. Убедившись в доходности местной экспортной торговли, португальские власти Гоа взяли курс на строительство торговых факторий на побережье, которые постепенно должны были стать опорными пунктами для военного захвата острова. Пообещав правителю Котте помощь в его борьбе за верховную власть на острове, португальцы получили право иметь торговую факторию вблизи столицы Котте. С этого времени португальцы стали существенным элементом шри-ланкийской политики: все ланкийские государства — Котте, Ситавака, Канди и Джафна — увлечённые борьбой между собой, не только не стремились противостоять проникновению португальцев, но, напротив, старались добиться военной помощи португальской короны и заключения союзных договоров.
В 40-е годы XVI века началось португальское вмешательство во внутренние дела Джафны. Активная миссионерская деятельность католических священников привела к созданию многочисленной тамильской христианской общины на северном и северо-восточном побережье острова. В 1560 году, в результате португальской военной экспедиции под предводительством Андре Фуртадо де Мендосы, в Джафне было основано военное поселение, а португальский ставленник Итириманн Чинкам стал королём Джафны, согласившись взамен на регулярную выплату дани португальским властям Котте. Год спустя индиустская тамильская знать организовала заговор, и Итириманн Чинкам был вынужден бежать в португальский форт. Португальские войска жестоко расправились с участниками заговора, и вновь водворили на трон своего ставленника.
После смерти Итириманна Чинкама в 1615 году в государстве разгорелась борьба за право наследования. Власть была захвачена Санкили Кумарой, который устранил всех претендентов на престол и потребовал у португальцев признать его регентом при трёхлетнем сыне Итириманна Чинкама. Португальцы пошли на это с условием предоставления свободы передвижения и действий португальским католическим священникам по территории Джафны, а также ежегодной выплаты дани.

## Португальское завоевание
В 1618 году против Санкили Кумары был организован заговор группой христиан, подавляя который, правитель Джафны пригласил на помощь войска из южноиндийского княжества Танджур, а также запросил военную помощь от голландцев, обосновавшихся в ряде факторий на побережье Южной Индии. Узнав об этом, португальцы в 1619 году снарядили экспедицию в Джафну и захватили Санкили в плен. С 1620 года в Джафне стало осуществляться прямое колониальное управление.